# G.NA
Gina Choi (13 de setembro de 1987, em Edmonton, Alberta; Hangul: 최지나), mais conhecida por seu nome artístico G.NA, é uma cantora coreana-canadense. Sob a Cube Entertainment ela estreou em 14 de julho de 2010  com seu primeiro mini-álbum, Draw G's First Breath. G.NA teve seu contrato com a gravadora expirado em 2015 e deixou a Cube Entertainment em março de 2016.

## História

### Pré-debut
G.NA era para debutar originalmente como a líder do girl group Five Girls (오소녀; Oh SoNyuh), sob a Good Entertainment, junto com Yubin, de Wonder Girls, UEE, do After School, Hyosung, do Secret, e Jiwon que era para entrar em T-ara, mas desistiu, ficou apenas como atriz por uns tempos, e em 2012 entrou no grupo SPICA. Porém, o grupo se dissolveu um pouco antes do debut devido aos problemas financeiros da Good Entertainment, e todos os membros foram para companhias diferentes.
Quando fotos publicitárias de G.NA foram lançadas, houve muita discussão devido ao tamanho de seus seios. A cantora afirmou nunca ter feito cirurgia.
Em seus dias de trainee da Cube Entertainment, ela foi a musa do clipe de debut do 2PM, "10 Points Out Of 10 Points", e dançarina de apoio de HyunA no vídeo e apresentações de "Change".

### 2010:Draw G's First Breath
O álbum de debut de G.NA, Draw G's First Breath, foi um dos mais esperados do cenário solo feminino, e, como tal, a linha de produção era impressionante. Kim Do-Hoon, Shin Sa-Dong Tiger, Jung Ji-Chan, Kang Ji-Won e outros participaram no mini-álbum, e este recebeu inúmeros elogios. O vídeo de debut de G.NA, Kkeojyeo Julge Jal Sara (꺼져 줄게 잘 살아, lit. I'll Back Off So You Can Live Better; Vou Me Afastar Para Que Você Possa Viver Melhor), tinha DooJoon, de B2ST, como o ator principal, e o rap do membro da mesma banda, JunHyung. Antes de seu debut em um programa musical, suas antigas colegas de grupo HyoSung, UEE e Yubin a deram os parabéns via vídeo. Ela ganhou seu primeiro prêmio no M! Countdown em 12 de agosto de 2010.
Depois de terminar as promoções de Kkeojyeo Julge Jal Sara, ela escolheu promover Supa Solo, do mesmo álbum, porém não ganhou nenhum prêmio. Ela também virou MC do programa Arirang TV's The M Wave, junto com Alexander, membro antigo do U-KISS, e Kevin, membro atual. Ela também lançou uma música para a trilha sonora do drama Playful Kiss, estrelando Kim Hyun-Joong, antigo membro do SS501, e Jung So-Min, chamada Kiss Me. Também participou no mini-álbum do rapper Verbal Jint, Go Easy 0.5. Mais tarde, fez um dueto com HyunA, do 4minute, chamado Say You Love Me, parte do single Together Forever. Porém, não promoveu a música.

### 2011:Black & WhiteeTop Girl
Em 4 de janeiro de 2011, a Cube Entertainment relevou que G.NA estaria retornando com um álbum completo no mesmo mês. Ela lançou a música "Nice To Meet You", com a participação de Wheesung, no dia 11, e foi anunciado que o álbum, nomeado "Black & White" e de faixa principal homônima, seria lançado no dia 18. O teaser do vídeo de "Black & White" foi lançado no dia 13, e o vídeo completo, com a participação do membro de 2AM Jinwoon, foi lançado dia 18, junto com o álbum completo. Com "Black & White", G.NA ganhou os prêmios do dia 17 e 24 de fevereiro do M! Countdown, e ganhou seu primeiro Music Bank no dia 25 do mesmo mês. O portal musical Dosirak revelou que a cantora foi a número um em vendas digitais do mês de fevereiro. No dia 27 de fevereiro, ganhou seu primeiro Inkigayo, fechando as promoções com chave de ouro.
No final de fevereiro, se apresentou no "Canada Korea Friendship Festival (CKFF)", no Vancouver's Bell Performing Arts Centre, e particiou do álbum remake do cantor, compositor e ator japonês Fukuyama Masaharu, com "Milk Tea".
Lançou o vídeo para "I Already Miss You", do álbum Black & White, no dia 9 de março de 2011. Apareceu no vídeo "Golden Lady", de Lim Jeong-Hee, junto com o comediante Park Hwi-Soon, que foi lançado em 9 de maio. Junto com Yong Jun-Hyung, participou do mini-álbum de HyunA, "Bubble Pop!", com a música "A Bitter Day".
No dia 16 de agosto, G.NA lançou uma foto teaser de seu próximo mini-álbum, Top Girl, por seu Twitter. Em seu canal do YouTube, lançou os teasers para os vídeos "Banana" e "Top Girl", respectivamente nos dias 20 e 21. No dia 22, o vídeo completo de "Top Girl" foi lançado, junto com o mini-álbum. O vídeo de "Banana", por ser considerado inapropriado, nunca foi lançado. Uma parte de uma versão alternativa de "Top Girl", "Net Girl", foi lançada no dia 31. A versão continha letras alteradas.

## Discografia

### Álbuns

#### 2011:Black & White

##### Lista de faixas
| N.º            | Título | Duração |  |
| 1.             | "Black & White"                                                                                                | 3:27    |  |
| 2.             | "이제 그만 화 풀어요 (With 준범 & 현규 & 현석)" (Don't Be Mad Anymore (With Junbeom & Hyungyu & Hyunseok))     | 3:23    |  |
| 3.             | "처음 뵙겠습니다 (With 휘성)" (Nice to Meet You (With Wheesung))                                               | 3:52    |  |
| 4.             | "벌써 보고 싶어" (I Miss You Already)                                                                          | 3:17    |  |
| 5.             | "첫눈에 한눈에 (feat. Verbal Jint)" (At First Sight, At a Glance (feat. Verbal Jint))                          | 3:54    |  |
| 6.             | "꺼져 줄게 잘 살아 (ft. 용준형 of BEAST)" (I'll Back Off So You Can Live Better (ft. Yong Jun-hyung of BEAST)) | 3:31    |  |
| 7.             | "애인이 생기면 하고 싶은 일 (With 비)" (Things I Want To Do When I Have A Lover (With Rain))                   | 3:21    |  |
| 8.             | "Supa Solo (feat. Swings)"                                                                                     | 3:11    |  |
| 9.             | "Loving You"                                                                                                   | 3:26    |  |
| 10.            | "소문났어요" (There's A Rumor)                                                                                 | 3:29    |  |
| Duração total: | Duração total:                                                                                                 | 33:31   |  |

### Mini-álbuns

#### 2010:Draw G's First Breath

##### Lista de faixas
| N.º            | Título                                                                                              | Duração |  |
| 1.             | "꺼져 줄게 잘 살아 (ft. 용준형)" (I'll Back Off So You Can Live Better (ft. Yong JunHyung of BEAST) | 3:34    |  |
| 2.             | "애인이 생기면 하고 싶은 일 (ft. 비)" (Things I Want to Do When I Have a Lover (with Rain))         | 3:24    |  |
| 3.             | "Supa Solo (ft. Swings)"                                                                            | 3:15    |  |
| 4.             | "Loving You"                                                                                        | 3:30    |  |
| 5.             | "소문났어요" (There's A Rumor)                                                                      | 3:31    |  |
| Duração total: | Duração total:                                                                                      | 17:02   |  |

#### 2011:Top Girl

##### Lista de faixas
| N.º            | Título                          | Duração |  |
| 1.             | "Top Girl"                      | 3:27    |  |
| 2.             | "Banana (feat. Swings, JC지은)" | 3:30    |  |
| 3.             | "싫어" (I Hate You)             | 3:55    |  |
| 4.             | "Without You"                   | 4:13    |  |
| 5.             | "ICON"                          | 3:03    |  |
| Duração total: | Duração total:                  | 17:28   |  |

### Singles
| Ano                                                          | Título          | Posição mais alta     | Álbum         |
| Ano                                                          | Título          | KOR                   | Álbum         |
| Ano                                                          | Título          | Gaon                  | Álbum         |
| ------------------------------------------------------------ | --------------- | --------------------- | ------------- |
| 2010                                                         |                 |                       |               |
| "Things I Want To Do When I Have A Lover" (with Rain)        | 13              | Draw G's First Breath |               |
| "I'll Back Off So You Can Live Better" (with Yong Jun-Hyung) | 2               | Draw G's First Breath |               |
| "Kiss Me"                                                    | 24              | Playful Kiss OST      |               |
| 2011                                                         | "Black & White" | 1                     | Black & White |
| 2011                                                         | "Top Girl"      | 4                     | Top Girl      |
| 2011                                                         | "Banana"        | 30                    | Top Girl      |